# 18. oklepni korpus (Kopenska vojska ZDA)
Za druge 18. korpuse glejte 18. korpus.
18. oklepni korpus (izvirno angleško XVIII Armored Corps) je bil oklepni korpus Kopenske vojske Združenih držav Amerike.